# Palazzo Gironda di Canneto

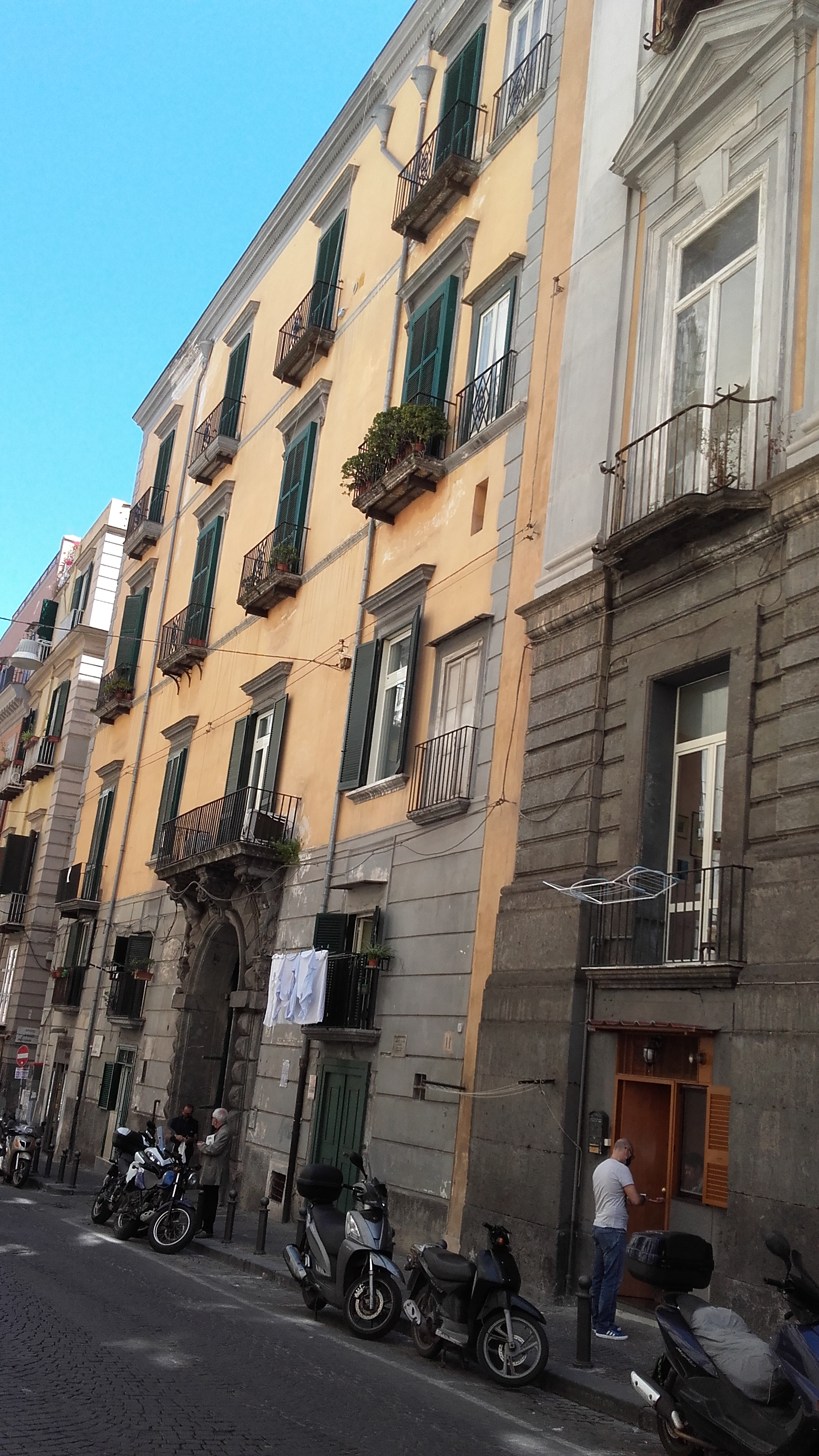
Palazzo Gironda di Canneto in Neapel: Fassade zur Via Monte di Dio.

Der Palazzo Gironda di Canneto, auch Palazzo Caracciolo di Vietri genannt, ist ein Palast aus dem 16. Jahrhundert im Viertel San Ferdinando in Neapel in der italienischen Region Kampanien. Er liegt in der Via Monte di Dio, 9.

## Geschichte
Im Jahre 1537 wurde ein großer Block zwischen der Via Monte di Dio und der Via Egiziaca vermessen, der auch das heutige Supportico d'Astuti umfasste, auf dem im Laufe der folgenden Jahrzehnte verschiedene Gebäude errichtet wurden. Dieser gesamte Block gehörte 1596 dem Kapitän Alonso de Carlos. Seine Witwe verkaufte den Palast mit Garten zur Via Monte di Dio hin an Isabella Eleobotta; diese wiederum verkaufte ihn viele Jahre später an Giuseppe Guglielmino, Prinz von Canneto. Die Volkszählung von Antonio Galluccio im Jahre 1689 weist dieses Gebäude als Eigentum des Prinzen von Canneto aus. 1715 brachte Petronilla Guglielmino, die letzte Nachfahrin ihrer Familie, den Palast als Mitgift in ihre Ehe mit Giovanni Giuseppe Gironda ein, der so auch den Titel eines Prinzen von Canneto (in den Abruzzen) erbte, wobei er gleichzeitig den Titel eines Markgrafen von Canneto (bei Bari) zugunsten der Familie Nicola aufgab. Das von König Joachim Murat veranlasste Kataster von 1815 bezeugt die Aufteilung des Anwesens in zwei Teile zwischen Giuseppe Gironda (1781–1851) und Salvatore Arcangelo Mauro. Die Tatsache, dass das Gebäude gemäß sicherer Quellen Caracciolo di Vietri genannt wurde, legt den Kauf des Anwesens durch diese Familie nahe, nachdem Giuseppe Gironda (1855–1924), der sechste Prinz von Canneto, den Palazzo Ruffo di Bagnara als seine Wohnstatt gewählt hatte.

## Beschreibung
Die Anonymität der dreistöckigen Fassade wird durch das glänzende Tor aus Piperno mit pyramidalem Bossenwerk aus dem 17. Jahrhundert aufgelöst; ein Paar mächtiger Atlanten stützt bühnenreif den Mittelbalkon in ersten Obergeschoss. Eine weitere Besonderheit des Palastes, die der Hanglage des Grundstücks geschuldet ist, liegt darin, dass die Treppe seitlich herausragt, genauer zur rechten Wand des Innenhofes hin, und nicht in Achse mit dem Empfangssalon, wie es dem üblichen Vorgehen in der Barockarchitektur Neapels entspräche.

## Bildergalerie

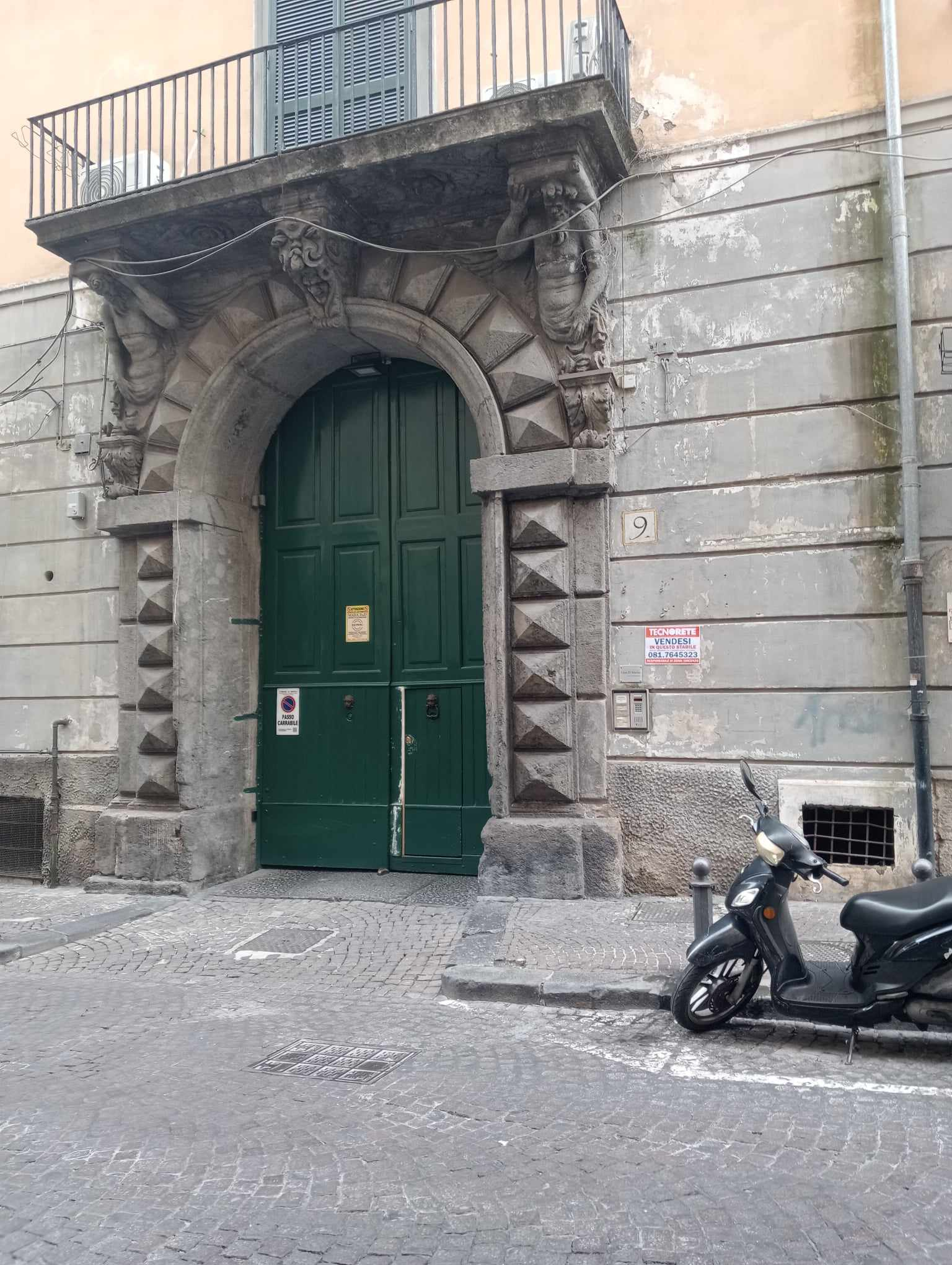
Das Portal